# Mirza Kurtagic
Mirza Kurtagic (* 20. Mai 1984) ist ein schwedischer Handballschiedsrichter.
Gemeinsam mit seinem Gespannpartner Mattias Wetterwik ist Kurtagic seit einigen Jahren bei vielen großen internationalen Turnieren im Einsatz, darunter bei der Europameisterschaft der Frauen 2016 in Schweden, bei der Weltmeisterschaft der Frauen 2017 in Deutschland, bei der Weltmeisterschaft 2019 in Dänemark und Deutschland, bei der Europameisterschaft 2020 in Norwegen, Österreich und Schweden, beim olympischen Handballturnier 2020 in Tokio, bei der Europameisterschaft 2022 in Ungarn und der Slowakei, bei der Weltmeisterschaft 2023 in Polen und Schweden sowie bei der Europameisterschaft 2024 in Deutschland.